# Вилађо дел Пескаторе
Вилађо дел Пескаторе је насеље у Италији у округу Трст, региону Фурланија-Јулијска крајина.
Према процени из 2011. у насељу је живело 304 становника. Насеље се налази на надморској висини од -1 м.